# شبکه مراکز آبزی‌پروری در آسیا-اقیانوسیه
شبکه مراکز آبزی‌پروری در آسیا-اقیانوسیه (به انگلیسی: Network of Aquaculture Centres in Asia-Pacific (NACA)) معاهده‌ای است بین‌المللی با عنوان موافقتنامه شبکه مراکز آبزی‌پروری در آسیا و اقیانوسیه که در ۸ ژانویه ۱۹۸۸ در بانکوک امضا شد، تشکیل شد.
هدف NACA شناخت اهمیت شیلات در منطقه آسیا و اقیانوسیه است که آبزی‌پروری نقشی حیاتی در ترویج و استفاده بهتر از منابع شیلات ایفا می‌کند و حفظ شبکه‌ای از مراکز آبزی‌پروری در منطقه می‌تواند سهم قابل توجهی در توسعه آبزی‌پروری. این شبکه در دانشگاه Kasetsart، بانکوک مستقر است.